# Cara Sucia, con la magia de la naturaleza
 Cara Sucia, con la magia de la naturaleza  es una película coproducción de Argentina, España y Suiza filmada en colores dirigida por Gastón Gularte sobre su propio guion que se estrenó el 8 de agosto de 2019 y que tuvo como actores principales a Isabella Caminos Bragatto y Laura Novoa.

## Sinopsis
«Cara Sucia» y sus amigos viven alegres, rodeados de naturaleza. Un día llega al lugar una Multinacional para cortar ilegalmente toda la selva y vender la madera al mundo. Los niños y niñas reciben poderes y, transformados en dibujos animados, enfrentan al poder del dinero para defender la naturaleza. Un ermitaño anciano y un mono sabio (dibujo animado) serán sus aliados. La lucha será difícil. Los niños triunfarán siendo los héroes de la historia.

## Reparto
Intervinieron en el filme los siguientes intérpretes:
- Isabella Caminos Bragatto	...	Mariel
- Laura Novoa	... Melany
- Ana Fernández	... Rocío, madre de Alejandro
- Iván Moschner	... El Alemán
- Gustavo Garzón	... médico
- Rubén Rada	...	Mono Vivaldi (voz)
- Matías de Jesús  ... Jeremías
- Karen Slabcow  ... Romina
- Vladimir Krauczuk  ... Pomelo
- David Rodríguez Pérez ... Alejandro
- Marcelo Ruiz Magri ... René
- Jesús Pérez Echanique ... Abuelo Augusto
- Carolina Gularte ... Carmen
- José María Barrios Hermosa ... Omar, padre de Mariel
- Vanina Olivera ... Madre de Mariel
- Karin Schöler ... maestra
- Juan Carlos Staud ... sacerdote
- Oscar Mauricio “Chango” Coria ... padre de Alejandro
- Aníbal Bertoni ... Intendente
- Jorge Vega ... Gerente
- Jorge Centeno ... Gerente
- Karin Schöler ... maestra
- Gonzalo Velazco ... Jhon
- Mariano Bernachea ... empresario
- Gabriel Godoy ... Guardaespaldas
- René Romero  ... Guardaespaldas
- Miuki Madelaire ... Tryce
- Fito Rizzutti ... almacenero
- Lucila Morales ... vecina en iglesia
- Lorenza “Mami” Araujo ... vecina en iglesia
- Lucía Amarilla ... vecina en almacén
- Raúl Carbonell ... jefe Gopa
- Eduardo Giménez ... operario
- Germán Lenguaza ... operario
- Gerardo Ivan Marinelich Erikson ... niño en batalla
- Marcelo Reynoso ... Mono Joaquín

## Críticas
Adolfo C. Martínez en La Nación opinó:

”… Con estos elementos, que combinan armoniosamente la actuación de actores con poéticos dibujos animados, el director Gastón Gularte logró un ameno film que habla de la necesidad de concientización del cuidado del medio ambiente y la diversidad de la flora y fauna del NEA. Isabella Caminos Bragatto y Laura Novoa encabezan el elenco de este film que atrapará a los niños y no dejará indiferentes a los mayores.”

Gaspar Zimerman en Clarín escribió:

” …una película ambiciosa e infrecuente para el cine nacional: filmada en Misiones, en coproducción con España y Suiza, combina animación con actores y escenarios naturales…Rodada en 2011, los efectos visuales de posproducción hicieron que su estreno se demorara hasta ahora….Esta fábula ecologista dedicada a los chicos habla, con trazos gruesos, del poder corruptor del dineros… El exuberante paisaje misionero es la escenografía ideal para una película de aventuras. Pero si bien las tomas de las cataratas del Iguazú, la tierra colorada y la tupida vegetación cumplen con creces los propósitos de promocionar turísticamente la provincia, no son suficientes para que la ficción funcione. Es destacable el esfuerzo del misionero Gastón Gularte por disimular las carencias tecnológicas y presupuestarias: las animaciones y su combinación con actores están, dentro de todo, bastante logradas. Pero no hay nada que compense la falta ritmo y las flojas actuaciones, por lo que Cara Sucia…no cumple con su función primaria: entretener.